# Webler Oktatóstúdió
A Webler 2014-ben alapított oktatási intézmény. Fő célja a modern, digitális technológiák oktatása profi oktatóktól mindazok számára, akik elkötelezettek a minőségi tudás megszerzése mellett.
A Webler elsősorban csoportok képzésével foglalkozik, de jelentős arányban foglalkozik céges képzésekkel. Előbbi oktatások a vírusveszély óta főleg élő, online formában valósulnak meg. Utóbbi képzések igény esetén előre egyeztetett helyszínen történhetnek.
A képzések nyelve alapesetben a magyar, de bizonyos oktatások angolul is megrendelhetők.
A Webler több, mint 10 éves fennállása óta több, mint 10.000 jelentkező számára nyújtott képzéseket. 
A tanfolyamok elérhetőek kamatmentes részletfizetés mellett. 

## Képzéstípusok

### Grafikai képzések
A grafikai képzések leendő grafikusok, art director-ok, DTP operátorok, látványtervezők, de akár online tartalomkészítők számára jelentenek hasznos tudást. A grafikai tanfolyam rövid, instant megoldást jelent a Photoshop, Indesign és Illustrator, valamint a Figma használatához. A művészeti grafikus] képzés nagyobb lélegzetvételű, igazi karrierváltó tanfolyam, ahol az előbbiek mellett számos egyéb tudást is megszerezhetnek a hallgatók.

#### Programozó képzések
A szoftverfejlesztők a modern gazdaság alappillérei, munkájuk hosszú ideig fontos szerepet fognak betölteni. Természetesen gyorsan fejlődő és szerteágazó területként sok különböző háttérrel rendelkező fejlesztő létezik. 
A Backend fejlesztő elsősorban a háttérrendszerekért és üzleti logikáért felel. A Frontend fejlesztő a felhasználók által látható felületekben illetékes, a Fullstack fejlesztő mindkét oldalt lefedheti.
A Java fejlesztő inkább nagyvállalati környezetben dolgozik, a PHP-s kisvállalati igényekre esetén jobban használható, a Python fejlesztő adatelemzés vagy akár mesterséges intelligencia irányába mehet.

### Szoftvertesztelő képzések
A szoftvertermékek egyre nagyobb térnyerése és egyre bonyolultabbá válása hívta életre a minőségbiztosítás igényét. A szoftvertesztelő a szoftverminőség megvalósulásáért és elvárt funkcionalitás hibamentes biztosításáért felel. A tesztelő hasonlóan fontos szereplő az informatikában, mint a programozó.
A manuális tesztelő pontos módszertanok mentén teszteli a szoftvert, csakúgy, mint az automata tesztelő, csak az utóbbi már egy lépéssel közelebb áll a programozók világához, mivel scriptek, programok segítségével végzi el a feladatát.

### Rendszergazda, rendszerüzemeltető képzések
A programozás és hozzá társuló tesztelés nem teljesítené be maradéktalanul a feladatát, ha nem lennének rendszergazdák és rendszerüzemeltetők is, akik biztosítják, hogy a megírt és leellenőrzött szoftvertermék megfelelő környezetben, körülmények közt, akár a felhőben üzemelhessen.

### Multimédia képzések
A fotó és még inkább a videó a mindennapjaink alapvető kommunikációs módjaivá váltak. Elkészítésük, szerkesztésük, pl. a videóvágó képzés révén az online kommunikáció legfontosabb elemei manapság.

### Online marketing képzések
A reklámozás súlypontja néhány év alatt az online világba terelődött. Ma már profi online marketinges nélkül nehezen képzelhető el hatékony marketingkommunikáció. Az online marketing tanfolyam rövid idő alatt képes hatékony szakembereket, akik kampánymenedzserként, de akár tartalomkészítőként vagy -felelősként is hatékonyan végzik munkáltatójuk vagy cégük online hirdetését. 

### Egyéb képzések
Számos egyéb képzés, pl. adatbázis-kezeléssel, Power BI tudással vagy akár Microsoft Excel, Word vagy Power Point tudással kapcsolatos tanfolyam is elérhető a Webler kínálatában. Szinten minden területen foglalkozik a cég a mesterséges intelligencia adott területre gyakorolt hatásával, annak felhasználásával a hatékonyabb munkavégzés érdekében. 

## Engedélyek
A Webler felnőttképzési nyilvántartásba vett intézmény. Oktatásszervezésben jártas kollégák és szakértők segítik munkáját. A képzések közül a szakképesítések egyedi programmal rendelkeznek, amelyeket piaci tapasztalatok segítségével állított össze a cég.

## Oktatóközpont
A Webler a Covid előtt Budapesten több, mint tíz oktatóteremmel rendelkezett a IX. kerületben és Debrecenben, illetve Szegeden is nyitott stúdiókat. A járvány kapcsán megváltozott piaci igények kapcsán a legtöbb képzés manapság online történik. A cég ezért egy irodát tartott meg a Lónyay u. 20-ban, ami a központi elhelyezkedés mellett továbbra is biztosít helyszíni oktatási lehetőséget, illetve helyet workshop-ok, meetup-ok és videóstúdió számára.